# ماريا مارتينيز
ماريا مارتينيز (19 مايو 1995 - ) (بالإسبانية: María Martínez)‏ هي لاعبة كرة طائرة كولومبية.

## وصلات خارجية
- ماريا مارتينيز على موقع عالم الكرة الطائرة (الإنجليزية)
- ماريا مارتينيز على موقع دوري الدرجة الأولى الإيطالي للكرة الطائرة - سيدات (الإيطالية)